# Bodrogkisfalud
Bodrogkisfalud este un sat în districtul Tokaj, județul Borsod-Abaúj-Zemplén, Ungaria, având o populație de 971 de locuitori (2011). 

## Demografie
Componența etnică a satului Bodrogkisfalud
     Maghiari (94,99%)
     Romi (3,51%)
     Necunoscut (0,63%)
     Alții (0,88%)
Componența confesională a satului Bodrogkisfalud
     Romano-catolici (42,43%)
     Greco-catolici (13,59%)
     Reformați (9,68%)
     Fără religie (6,08%)
     Necunoscută (27,6%)
     Atei (0,62%)
     Alte religii (0,62%)
Conform recensământului din 2011, satul Bodrogkisfalud avea 971 de locuitori. Din punct de vedere etnic, majoritatea locuitorilor (94,99%) erau maghiari, cu o minoritate de romi (3,51%). Apartenența etnică nu este cunoscută în cazul a 0,63% din locuitori. Nu există o religie majoritară, locuitorii fiind romano-catolici (42,43%), greco-catolici (13,59%), reformați (9,68%) și persoane fără religie (6,08%). Pentru 27,6% din locuitori nu este cunoscută apartenența confesională.